# Antonomasia
L'antonomasia (/antonoˈmazja/; dal greco antico ἀντονομάζω?, antonomázō, "cambiare nome") è una figura retorica utilizzata con diverse funzioni e scopi.

## Caratteristiche
Come indicato da Pierre Fontanier, le funzioni principali della figura sono:
- Attribuire delle caratteristiche adattabili ed estendibili ad altri soggetti utilizzando il nome proprio di un determinato individuo, a partire dalle qualità specifiche di quest'ultimo. A una persona aggressiva e distruttiva potremmo ad esempio dire Sei un vero Attila!, con ciò intendendo che Attila è il distruttore per antonomasia.
- Riferirsi a un individuo con un epiteto che, sempre a partire dalle qualità del soggetto, diviene un nome per indicarlo, come nella frase In vista nuove rivelazioni sul pianeta rosso, dove il «pianeta rosso» sta per Marte. Oppure: Ha incontrato il Maligno, dove «il Maligno» per antonomasia è il Diavolo.

Sempre Fontanier ha definito l'antonomasia la «sineddoche d'individuo».

## Modalità della sostituzione
La sostituzione del nome può avvenire nei seguenti modi:
1) Un nome comune al posto di un nome proprio:
Il Poeta [Dante] si rivolse a lui con le seguenti parole.
2) Un nome proprio per un nome comune:
Tuo figlio è un Einstein.
Questo secondo tipo di antonomasia è detta anche «vossianica», dal nome di Gerardo Giovanni Vossio (XVI-XVII secolo), che aveva attribuito all'antonomasia la stessa reversibilità della sineddoche (la parte per il tutto e il tutto per la parte). Altri esempi di antonomasia vossianica sono:
- mecenate, riferito a persona dedita al mecenatismo, ossia il sostegno finanziario della cultura, dal cognomen di Gaio Cilnio Mecenate (es. «David Bowie si è comportato da mecenate con numerosi artisti»);
- cicerone, riferito a persona che illustra o spiega l'arte, la storia e la cultura ad altre persone, particolarmente durante una visita turistica a una città o a un museo, dal cognomen di Marco Tullio Cicerone (es. «siamo andati a trovare Davide a Firenze e lui ci ha fatto da cicerone durante la visita»);
- perpetua, termine che indica l'assistente personale di un sacerdote, da Perpetua, domestica di Don Abbondio ne I promessi sposi di Alessandro Manzoni (es. "il prete è assente, ma puoi consegnare la lettera alla sua perpetua");
- anfitrione, padrone di casa e ospite generoso, dal nome del mitico re di Tirinto (es. «quando siamo andati a casa di nostro cugino ci ha accolti da vero anfitrione e colmato di doni»);
- sosia, persona molto simile a un'altra, dalla commedia di Plauto Amphitruo, dove Mercurio si traveste in modo da apparire tale e quale al servo di Anfitrione, che si chiama appunto Sosia (es. «secondo una leggenda metropolitana, Charlie Chaplin partecipò a un concorso per suoi sosia, e perse»);
- sole, ovvero una stella dotata di pianeti, dal nome della nostra stella, il Sole («una delle sfide che il futuro può riservarci è l'esplorazione e la colonizzazione di un mondo alieno, alla luce di un nuovo sole»);
- luna, un satellite naturale di un pianeta, dal nome del nostro satellite per antonomasia, la Luna (es. «fra le lune di Giove le principali sono i quattro satelliti medicei, descritti da Galileo»);
- vandalo, una persona che si macchia del reato di vandalismo, ossia la distruzione o il danneggiamento di cose, per estensione chiunque compia un danno o renda caotico un ambiente, dal nome di una popolazione germanica, i Vandali (es. «guarda che disastro hai combinato, hai fatto cadere tutti i vasi rompendoli, sei un vandalo!»);
- zingaro, una persona che fa una vita nomade come coloro che appartengono a una popolazione di origine indiana. Quindi, spesso, si usa il termine zingaro al posto di nomade. Da Il Grande Dizionario Garzanti della lingua italiana 2008: «Persona che si sposta continuamente da un luogo all'altro| persona dall'aspetto disordinato, trasandato».

In certi casi, all'antonomasia vossianica si accompagna uno slittamento di senso, come nei casi di megera, vulcano, cicerone.
3) Un nome proprio per un altro nome proprio («Ghino di Tacco» per Bettino Craxi).
4) Un nome comune per indicare un individuo ma anche la categoria cui questi appartiene e cui viene associato a partire dalla considerazione di una qualità ritenuta esemplare (un epicureo).

## Antonomasia come perifrasi
Spesso l'antonomasia si presenta in forma di perifrasi (il flagello di Dio, la Mecca degli evasori). Tali forme possono essere metonimiche (l'inquilino del Colle per il Presidente della Repubblica Italiana, la cui residenza è il palazzo del Quirinale, con spostamento per la sostituzione del nome oltre il limite concettuale della nozione da indicare) o metaforiche (la tigre di Cremona per Mina, la pantera di Goro per Milva, la vecchia signora per la Juventus).

## Antonomasia e media
Stretto è il rapporto tra antonomasia e linguaggio dei media (oltre che nel linguaggio corrente), in quanto le antonomasie esaltano la loro condizione di associazione stereotipata, di luogo comune, sono spesso accompagnate da enfasi, hanno scopi ironici o satirici:
- Sua Sanità (Francesco De Lorenzo)
- Sua Emittenza (Silvio Berlusconi)

Tali caratteristiche di utilizzo rendono alcune di queste antonomasie materiale di veloce consumo e altrettanto rapida estinzione nel linguaggio della pubblicità, dell'informazione, della politica.

## Antonomasia e prodotti commerciali
Anche grazie alla pubblicità che li ha resi popolari, alcuni prodotti commerciali sono spesso denominati per antonomasia con la marca leader del loro genere o con il marchio con cui sono stati introdotti nel mercato. Questa forma di antonomasia configura la cosiddetta "volgarizzazione del marchio"; alcuni esempi: lo scottex, rotolo di carta per la cucina; il k-way, impermeabile leggero; il vinavil, tipo di colla; il kindle, libro elettronico o ebook; l'amuchina, disinfettante per le mani. In altri prodotti l'antonomasia può derivare dal nome dell’inventore, per esempio la penna biro per indicare la penna a sfera (dal nome di László Bíró), oppure dalla provenienza geografica.

## Antonomasia e gergo
In generale le antonomasie possono essere considerate "attive" in specifico rapporto a determinati ambienti, culture, epoche e paesi. Ad esempio, fino al 1860-61, l'eroe dei due mondi (le Héros des Deux Mondes) non era Garibaldi ma La Fayette (1757-1834), che aveva anche lui combattuto in America, nella sua giovinezza. Nel mondo francofono, le Héros des Deux Mondes può designare o l'uno o l'altro.
Alcune antonomasie sono valide solo in ambienti ristretti e rientrano quindi nell'ambito dei gerghi. Ad esempio, Gertrude (la "monaca di Monza", un personaggio de I promessi sposi) era chiamata per antonomasia "la signora" all'interno del suo monastero.